# Литсинги, Франсис
Франсис Литсинги (фр. Francis Litsingi; род. 10 сентября 1986, Браззавиль) — конголезский футболист, который играл на позиции нападающего. Выступал преимущественно в Первой чешской футбольной лиге и в чемпионате Венгрии по футболу.

## Клубная карьера
Начал футбольную карьеру в браззавильском клубе «Сен-Мишель д’Уэнзе», где в возрасте 19 лет провёл очень успешный сезон, забив 20 голов в чемпионате и став лучшим бомбардиром в сезоне 2005/2006. Его успех в «Сен-Мишель д’Уэнзе» вызвал интерес со стороны команд чемпионата Камеруна по футболу, и «Котон Спорт» подписал контракт с ним в сезоне 2006/2007. Показал себя талантливым игроком, забив 15 голов в чемпионате Камеруна по футболу и став лучшим бомбардиром, а также забив множество голов в Лиге чемпионов КАФ.
В июне 2007 года прошёл просмотр в чемпионате Швейцарии по футболу «Ксамакс». Также привлёк внимание венгерского клуба «Диошдьёр». В августе 2007 года прошёл просмотр в иранском футбольном клубе «Персеполис», стороны были близки к подписанию годичного контракта, но сделка сорвалась.
В 2008 году подписал трёхлетний контракт с клубом «Уйпешт» в чемпионате Венгрии по футболу, но затем был отдан в аренду в футбольный клуб «Кечкемет». 18 января 2013 года подписал трёхлетний контракт с клубом Первой чешской футбольной лиги — «Теплице».
6 января 2016 года подписал полуторагодичный контракт с турецким клубом «Газиантеп».